# Luperus sibiricus
Luperus sibiricus là một loài bọ cánh cứng trong họ Chrysomelidae. Loài này được Csiki miêu tả khoa học năm 1916.